# Йохан Петков
Йохан Първанов Петков е български офицер, бригаден генерал.

## Биография
Роден е на 12 септември 1954 г. във видинското село Дреновец. Завършва артилерийското училище в Шумен. През 2000 г. е назначен за командир на 2-ра зенитно-ракетна бригада, като на 28 август 2002 г. е преназначен на същата длъжност. На 25 април 2003 г. е удостоен с висше военно звание бригаден генерал. На 3 май 2004 г. е освободен от длъжността командир на 2-ра зенитно-ракетна бригада. Между 2005 и 2008 г. е аташе по въпросите на отбраната на България в Русия. Излиза в запас през 2008 г. Кандидатира се за народен представител от Коалиция за България в изборите за XLII народно събрание, но не успява да влезе в парламента.